# Resolució 132 del Consell de Seguretat de les Nacions Unides
La Resolució 132 del Consell de Seguretat de les Nacions Unides, aprovada el 7 de setembre de 1959, decidí nomenar un subcomitè format per Argentina, Itàlia, Japó i Tunísia, i li va encarregar d'examinar les declaracions fetes abans del Consell pel que fa a Laos, rebre els més declaracions i documents, i fer consultes i informar al Consell tan aviat com sigui possible. Va ser l'única resolució adoptada pel Consell de Seguretat el 1959.
Prèviament Laos havia acusat les tropes del Vietnam del Nord de travessar la frontera comuna i efectuar atacs militars contra Laos. El president del Consell de Seguretat va convocar una reunió urgentment. La Resolució 132 fou adoptada per 10 vots a favor. La Unió Soviètica va votar en contra.
El Subcomitè va concloure que els que travessaren la frontera eren una espècie de guerrilla i no es va poder establir clarament que les tropes del Vietnam del Nord en fossin responsables.
 (1943 - 1326)